# Artropatia neuropàtica
L'artropatia neuropàtica (també coneguda com a neuroartropatia de Charcot) es refereix a una fragmentació progressiva dels ossos i les articulacions en la presència de neuropatia. Pren el nom d'artropatia diabètica quan la causa de la neuropatia és la diabetis, que és la causa més freqüent d'artropatia neuropàtica. Pot ocórrer en qualsevol articulació on hi hagi denervació, ja que es produeix amb més freqüència al peu i al turmell. Segueix un patró episòdic d'inflamació primerenca seguida de destrucció periarticular, coalescència òssia, i finalment remodelació òssia.  Això pot provocar una deformitat i una morbiditat considerables, com ara inestabilitat de les extremitats, ulceració, infecció i amputació.
El diagnòstic de neuroartropatia de Charcot es fa clínicament i s'ha de tenir en compte sempre que un pacient presenti calor i inflor al voltant d'una articulació en presència de neuropatia. Encara que és contraintuïtiu, el dolor és present en molts casos malgrat la neuropatia. Es creu que algun tipus de trauma o microtrauma inicia el cicle, però sovint els pacients no ho recordaran a causa de l'adormiment. El mal diagnòstic és freqüent.